# Sorek-Entsalzungsanlage

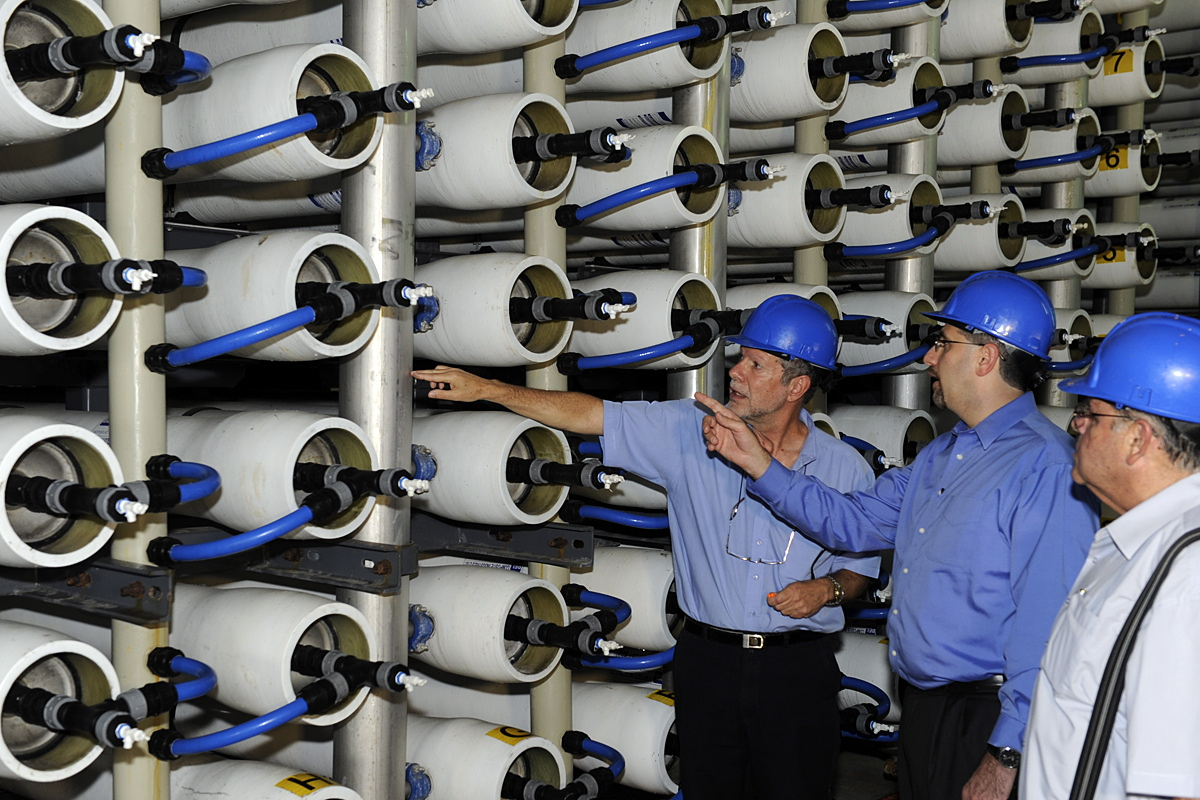
Anlage in Chadera, Blick auf die Membranbehälter

Energierückgewinnung durch Druckaustauscher:
Schemazeichnung einer Umkehrosmoseanlage (Meerwasserentsalzung) mit einem Druckaustauscher.
1: Meerwasserzufluss,
2: Frischwasserfluss (40 %),
3: Salzwasserkonzentrat (60 %),
4: Meerwasserzufluss (60 %),
5: Ableitung des Salzwasserkonzentrats,
A: Zufluss durch Hochdruckpumpe (40 %),
B: Kreislaufpumpe,
C: Osmose-Einheit mit Membran,
D: Druckaustauscher

Die Sorek-Entsalzungsanlage (hebräisch מִתְקַן הַתְפָּלָה שֹוֹרֶק Mitqan Hatpalah Sōreq) ist eine Entsalzungsanlage für Meerwasser nach dem Prinzip der Umkehrosmose in Palmachim an der israelischen Mittelmeerküste etwa 15 Kilometer südlich von Tel Aviv. Die Standortentwicklung erfolgte unter Leitung der israelischen Wasserentsalzungsbehörde (hebräisch מִנְהֶלֶת הַהַתְפָּלָה Minhelet ha-Hatpalah, englisch Water Desalination Administration, WDA) im Finanzministerium. Der Anlagenbetrieb obliegt einem mit staatlicher Konzession ausgestatteten Betreiberkonsortium.

## Geschichte
2009 wurde in Norwegen der erste Prototyp einer Osmoseanlage in Betrieb genommen, der dieses Prinzip nutzt. In Israel gehen die Anfänge der Entsalzung von Meerwasser im großen Maßstab auf das Jahr 2000 zurück. Damals realisierte die israelische Regierung den Plan, mit Entsalzungsanlagen entlang der Mittelmeerküste Trinkwasser zu gewinnen. Eine Dürreperiode war der Anlass. Heute beziehen die Israelis 70 Prozent ihres Trinkwassers aus den Entsalzungsanlagen. 2005 ist die Anlage in Aschqelon in Betrieb gegangen, gefolgt von den Anlagen in Palmachim (am Südufer des Nachals Soreq; 2007), Chaderah (2009), Soreq A (am Nordufer des Nachals Soreq; 2013), Aschdod (2015), Soreq B (2025) und eines weiteren in Planung in Nordisrael.

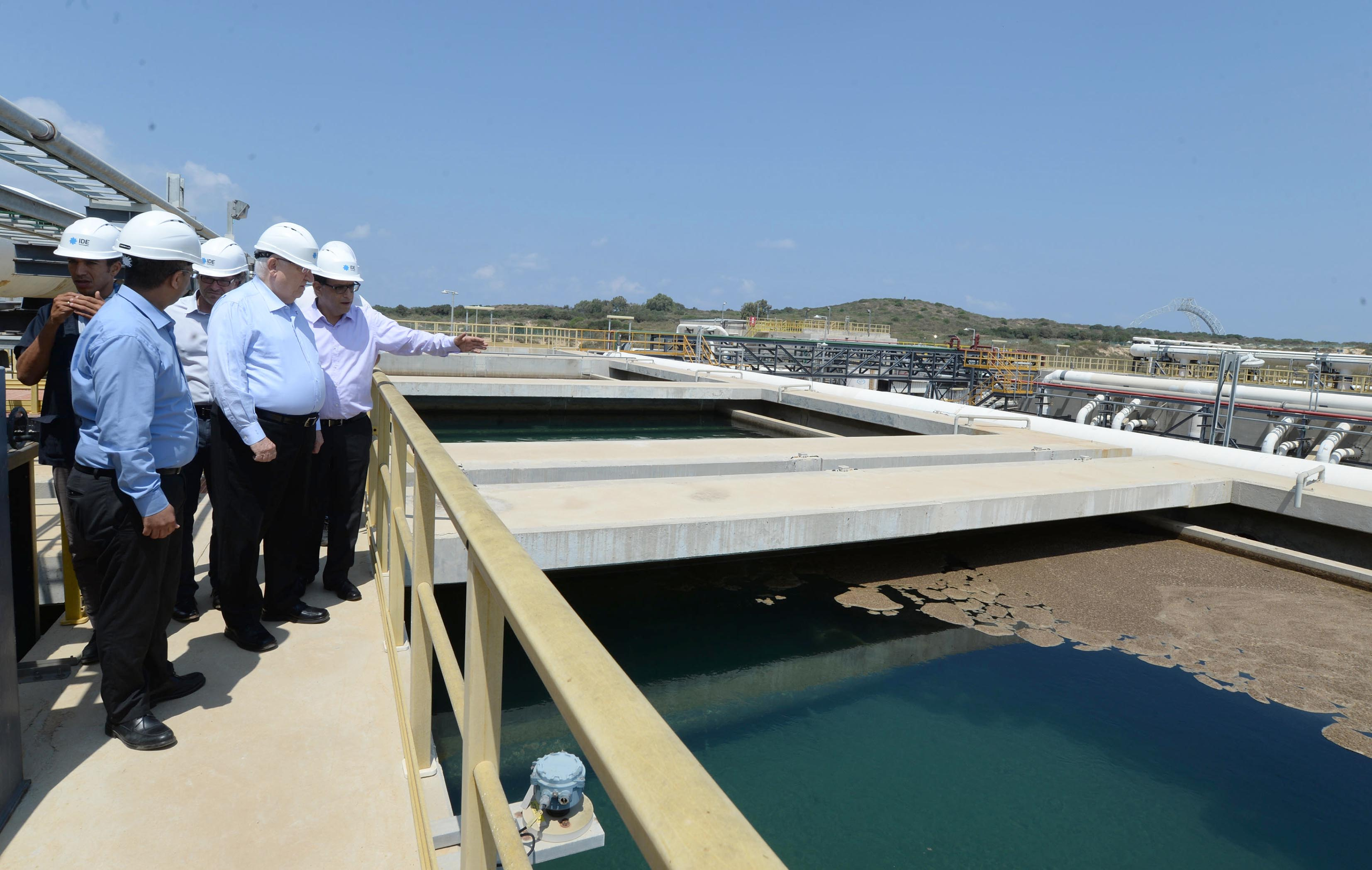
Meerwasserbecken der Anlage bei Besuch Präsident Reʾuven Rivlins, 2018

## Anlage am Nachal Sorek
Die Wasserentsalzungsanlage befindet sich an der Mündung des Nachal Sorek (eigentlich Soreq) in das Mittelmeer. 2013 wurde sie in Betrieb genommen. Die Anlage mit einem Auftragsvolumen von rund 500 Millionen Dollar wurde von dem in Israel ansässigen Unternehmen IDE Technologies und Hutchison Water aus Hongkong erstellt und kann 624.000 Kubikmeter Trinkwasser pro Tag herstellen. Die Technologie der Anlage baut auf den Umkehrosmose-Entsalzungsanlagen in Hadera (errichtet 2009) und Ashkelon (errichtet 2015) auf. Die KfW IPEX-Bank hat sich mit 90 Mio. EUR an der Finanzierung des Baus beteiligt.
540.000 Kubikmeter pro Tag werden davon in das israelische Wasserversorgungssystem eingespeist. Die Anlage versorgt rund 1,5 Millionen Menschen mit Trinkwasser, das entspricht etwa 20 % des kommunalen Wasserbedarfs in Israel. Die Anlage wurde von IDE Technologies und Hutchison Water geplant, gebaut und in Betrieb genommen. Hutchison Water ist die Wasserabteilung des in Hongkong ansässigen Unternehmens Hutchison Whampoa.

## Sechste Entsalzungsanlage in Israel
Eine Erweiterung der Umkehrosmose-Entsalzungsanlage als Sorek B ist in Arbeit, sie soll 2023 in Betrieb genommen werden mit einer zusätzlichen jährlichen Produktionskapazität von 200 Millionen Kubikmetern entmineralisiertem Wasser. Israel baut damit die sechste Wasserentsalzungsanlage.

## Technologie der Umkehrosmose
Trinkwasser hat einen osmotischen Druck von rund 2 bar, der in der Praxis angewendete Druck für die Umkehrosmose von Trinkwasser beträgt 3 bis 30 bar, je nach verwendeter Membran, Meerwasser und Anlagenkonfiguration. Die Sorek-Anlage nutzt die fortschrittliche Membran-Entsalzungstechnologie von IDE, die 16-Zoll-Membranen in vertikaler Anordnung mit rund 70 bar einsetzt. Das senkt die Investitionskosten durch eine geringere Anzahl von Druckbehältern, Rohrleitungssammlern sowie Automationseinrichtungen. Der Energieverbrauch der Anlage sinkt aufgrund der höheren Effizienz der großen Hochdruckpumpen und der angewendeten Energierückgewinnung.